# Onthophagus zavattarii
Onthophagus zavattarii es una especie de insecto del género Onthophagus, familia Scarabaeidae, orden Coleoptera.
Fue descrita científicamente por Müller en 1939.